# Южный (Дмитровский район)
Ю́жный — упразднённый посёлок, существовавший на территории Дмитровского района Орловской области. Входил в состав Домаховского сельсовета.

## География
Располагался в 12 к юго-западу от Дмитровска на западной стороне лога, в котором берёт начало ручей Колдыбан, приток Неруссы, недалеко от границ с Алёшинским и Берёзовским сельсоветами. В 1 км к югу от места, где располагался посёлок, проходит старая дорога из Дмитровска в Комаричи.

## История
Возник в ходе Столыпинской аграрной реформы 1906—1911 годов. Первыми жителями посёлка были, в основном, переселенцы из соседних села Домахи и деревни Талдыкино. Южный был самым маленьким посёлком среди соседних населённых пунктов. В конце 1920-х годов здесь было максимальное число дворов — 20. К 1937 году, в ходе раскулачивания и коллективизации, число дворов сократилось до 9. В посёлке был колодец глубиной 25 метров. Во время Великой Отечественной войны, с октября 1941 года, находился в зоне немецко-фашистской оккупации. Освобождён 18 августа 1943 года 399-й стрелковой дивизией 48-й армии. По состоянию на 1945 год хозяйства посёлка входили в состав колхоза имени Мичурина. Позже хозяйства Южного были отнесены к колхозу имени Молотова, куда также вошли село Малое Кричино, деревня Кавелино, посёлки Калиновский и Михайловский. В 1956 году колхоз имени Молотова был присоединён к колхозу «Сталинский путь» (центр в селе Домаха), впоследствии переименованному в «Ленинское знамя». Посёлок Южный ещё упоминается в справочнике по административно-территориальному делению Орловской области 1976 года, однако на картах 1980-х годов уже не обозначается. Предположительно, упразднён вместе с соседним посёлком Михайловский 7 мая 1976 года.